# Sougeal
 Sougeal  es una población y comuna francesa, situada en la región de Bretaña, departamento de Ille y Vilaine, en el distrito de Saint-Malo y cantón de Pleine-Fougères.

## Historia
La comuna se denominó Sougéal hasta el 31 de diciembre de 2021.

## Demografía
| 764 | 703 | 687 | 618 | 626 | 586 |
| Para los censos de 1962 a 1999 la población legal corresponde a la población sin duplicidades (Fuente: INSEE [Consultar]) |     |     |     |     |     |